# Подтыбок (сельское поселение)
Подтыбок — административно-территориальная единица (административная территория посёлок сельского типа с подчинённой ему территорией) и муниципальное образование (сельское поселение с полным официальным наименованием муниципальное образование сельского поселения «Подтыбок») в составе муниципального района Корткеросского в Республике Коми Российской Федерации.
Административный центр и единственный населённый пункт — посёлок Подтыбок.

## История
Статус и границы административной территории установлены Законом Республики Коми от 6 марта 2006 года № 13-РЗ «Об административно-территориальном устройстве Республики Коми».
Статус и границы сельского поселения установлены Законом Республики Коми от 5 марта 2005 года № 11-РЗ «О территориальной организации местного самоуправления в Республике Коми».

## Население
| 2010 | 2011  | 2012  | 2013  | 2014  | 2015  | 2016  |
| ---- | ----- | ----- | ----- | ----- | ----- | ----- |
| 1124 | ↘1111 | ↘1107 | ↘1105 | ↘1075 | ↘1041 | ↘1028 |
| 2017 | 2018  | 2019  | 2020  | 2021  |       |       |
| ↘982 | ↘955  | ↘934  | ↘923  | ↘829  |       |       |